# Spilosoma atridorsia
Spilosoma atridorsia là một loài bướm đêm thuộc phân họ Arctiinae, họ Erebidae.